# 馮允中 (成化甲辰進士)
馮允中（？—？），字執之，湖廣郴州直隸州人，明朝政治人物。

## 生平
成化十六年（1480年）庚子科湖廣鄉試第五十七名舉人，二十年（1484年）甲辰科進士。授監察御史，巡按兩淮、蘇松。劉瑾擅權時被罷職，因病而卒。

## 著作
在吳中時，曾刊刻《文心雕龍》、《晞髪集》等。